# Yoshiaki Kawajiri
Yoshiaki Kawajiri (川尻善昭?, Kawajiri Yoshiaki; Yokohama, 18 novembre 1950) è un regista e sceneggiatore giapponese operante nel settore degli anime.

## Biografia
Dopo essersi diplomato alla scuola superiore di Yokohama nel 1968, cominciò a lavorare per alcuni anni come animatore alla Mushi Production, fino alla sua chiusura nel 1973. Entrò quindi alla Madhouse e negli anni settanta fu promosso a direttore dell'animazione (sakkan), debuttando poi come regista nel 1984 con SF shinseiki Lensman insieme al più esperto Kazuyuki Hirokawa.
Interessato ad un tipo di animazione più cupo, diresse il secondo episodio dell'omnibus movie Manie-Manie - I racconti del labirinto, dal titolo Hashiru otoko (L'uomo che correva), ed in seguito la Madhouse lo scelse per dirigere un cortometraggio di 35 minuti basato su racconti di Hideyuki Kikuchi, uscito col titolo Yōjū toshi (La città delle bestie incantatrici). La produzione rimase così impressionata dal lavoro che gli chiese di farne un lungometraggio. Kawajiri accettò, ed in meno di un anno completò quello che sarebbe stato il suo primo film, dall'idea iniziale al montaggio finale. Dopo il successo commerciale e di critica riscosso dal film, uscito nel 1987, Kawajiri si guadagnò molta più libertà, ed ebbe la possibilità di cominciare a scrivere e disegnare un proprio film ambientato nel Giappone feudale ed ispirato alle gesta dell'eroe popolare giapponese Jubei Yagyu, dal titolo Jubei Ninpucho (Ninja Scroll), che però vedrà la luce solo nel 1993. Nel frattempo, nel 1988 conclude il dittico iniziato con Yōjū toshi realizzando il lungometraggio OAV Makai toshi Shinjuku (Demon City Shinjuku).
Tra i successivi lavori di regia figurano i due OAV di Gokū: Midnight Eye del 1989 e i tre OAV di Cyber City Oedo 808 dell'anno seguente. Dopo l'uscita di Ninja Scroll, scrive e dirige, tra l'altro, i 4 OAV di Birdy the Mighty nel 1996, il film Vampire Hunter D - Bloodlust nel 2000, e la serie TV X nel 2001. Riconosciuto ormai a livello internazionale grazie all'uscita anche in Occidente di Ninja Scroll, nel 2002 non a caso viene chiamato dai fratelli Wachowski a partecipare ad Animatrix, opera d'animazione collettiva ispirata alla saga di Matrix che ha visto coinvolti i migliori anime maker giapponesi, di cui scrive e dirige il quinto episodio, Program, e dirige il sesto, World record. Nel 2007 dirige il film d'animazione Highlander - The search for vengeance (Highlander - Vendetta immortale), ispirato al celebre film dal vivo Highlander - l'ultimo immortale.

## Filmografia

### Regista
- SF Shinseiki Lensman (1984)
- Manie-Manie - I racconti del labirinto, episodio L'uomo che correva (1987)
- Wicked City - La città delle bestie (Yōjū toshi) (1987)
- The Phoenix -Space- (1987)
- Demon City Shinjuku, la città dei mostri (Makai toshi Shinjuku) (1988)
- Gokū: Midnight Eye (1989)
- Cyber City Oedo 808 (1990)
- Ninja Scroll (Jubei Ninpuchō) (1993)
- The Cockpit (episodio 1) (1994)
- Birdy the Mighty (Tetsuwan Birdy) (1996)
- Vampire Hunter D: Bloodlust (2000)
- X, serie TV (2001)
- Animatrix (The Animatrix), episodi Program e World record (2003)
- Highlander: Vendetta immortale (Highlander: The Search for Vengeance) (2007)